# Ricky Rubio
Ricard "Ricky" Rubio Vives (født 21. oktober 1990 i El Masnou, Barcelonaprovinsen) er en professionel spansk basketballspiller for Phoenix Suns. Han debuterede som den yngste nogensinde i den spanske liga, ACB, lidt over en uge før sin 15 års -fødselsdag, den 15. oktober 2005.
Rubio, som er ca. 193 cm høj, spillede point guard for den spanske klub Joventut Badalona både i ACB, som er en af Europas stærkeste nationale ligaer, og Euroleague, der regnes for at være den stærkeste liga uden for NBA. Allerede i 2007/08-sæsonen blev han regnet for den stærkeste point guard i den spanske liga.
I august 2006 var han den dominerende spiller, da Spanien vandt det europæiske U16-mesterskab, bl.a. efter en indsats i finalen (der havde to overtidsperioder), hvor han scorede 51 points (bl.a. en buzzerbeater 3-pointsscoring fra midten af banen, der fremtvang den første overtid), tog 24 rebounds, leverede 12 assists og stjal bolden syv gange. Han blev udnævnt til turneringens Most Valuable Player.
Han blev draftet af Minnesota Timberwolves i 2009-draftens første runde med det femte valg. I 2017 skiftede han til Utah Jazz og fra 2019 har han spillet for Phoenix Suns.